# Juan de Torquemada
Pour les articles homonymes, voir Torquemada (homonymie).
Juan Torquemada, né en 1388 à Valladolid, dans le royaume de Castille et mort le 26 septembre 1468 à Rome dans les États pontificaux, est un cardinal espagnol du XVe siècle, membre de l'ordre des dominicains.
Il est l'oncle du Grand Inquisiteur Tomás de Torquemada.

## Biographie
Torquemada étudie à Valladolid et à Paris. Il est professeur de théologie à l'université de Valladolid, prieur du monastère des dominicains de San Pablo à Valladolid. Il est envoyé comme représentant du maître de son ordre Fr. Bartolomé Texier et comme un des ambassadeurs du roi Jean II de Castille au concile de Bâle. Il est un grand défendeur de l'autorité du pape et est convaincu de la supériorité de la foi catholique. Il soutient le dogme de l'immaculée conception de la Sainte Vierge.
Dans son œuvre Contra principales errores perfidi Mahometi (1459), il fulmine contre les mahométans et il soutient l'appel de l'Église catholique à une intervention militaire contre ces non-chrétiens. En 1435, il est nommé maître du palais apostolique.
Le pape Eugène IV le crée cardinal lors du consistoire du 18 décembre 1439.
En 1440, Torquemada est nommé évêque de Cádiz et il est transféré au diocèse d'Orense en 1442. En 1446, il est nommé camerlingue du Sacré Collège. Il est abbé commendataire de San Martín de Compostela, doyen d'Orense, abbé commendataire de Salas de los Infantes à Burgos, prieur de Zamora, archidiacre de Viveiro et de Cerrato à Palencia, abbé commendataire de l'abbaye de Valladolid, de l'abbaye de Subiaco et de l'abbaye de
San Facundo.
Torquemada installe la presse à Subiaco et Rome et fait reconstruire la Colegiata et l'abbaye de San Pablo de Valladolid. Il contribue à la condamnation de Jean Hus et de Wiclef.
Le cardinal de Torquemada participe au conclave de 1447 lors duquel Nicolas V est élu et aux conclaves de 1455 (élection de Calixte III), de 1457 (élection de Pie II) et de 1464 (élection de Paul II).

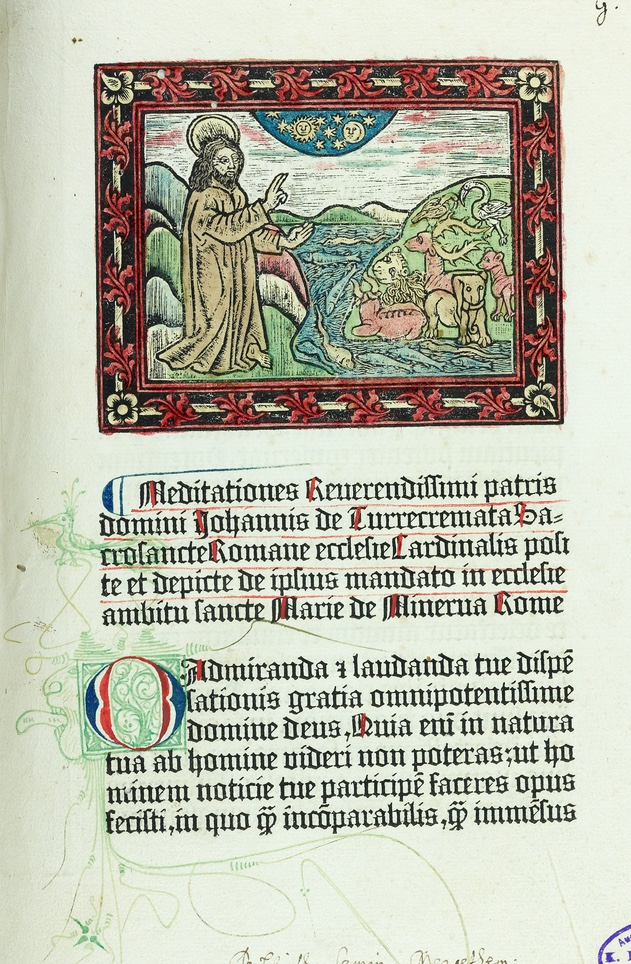
Méditations de Juan de Torquemada, Mayence, XVe s.

## Œuvres

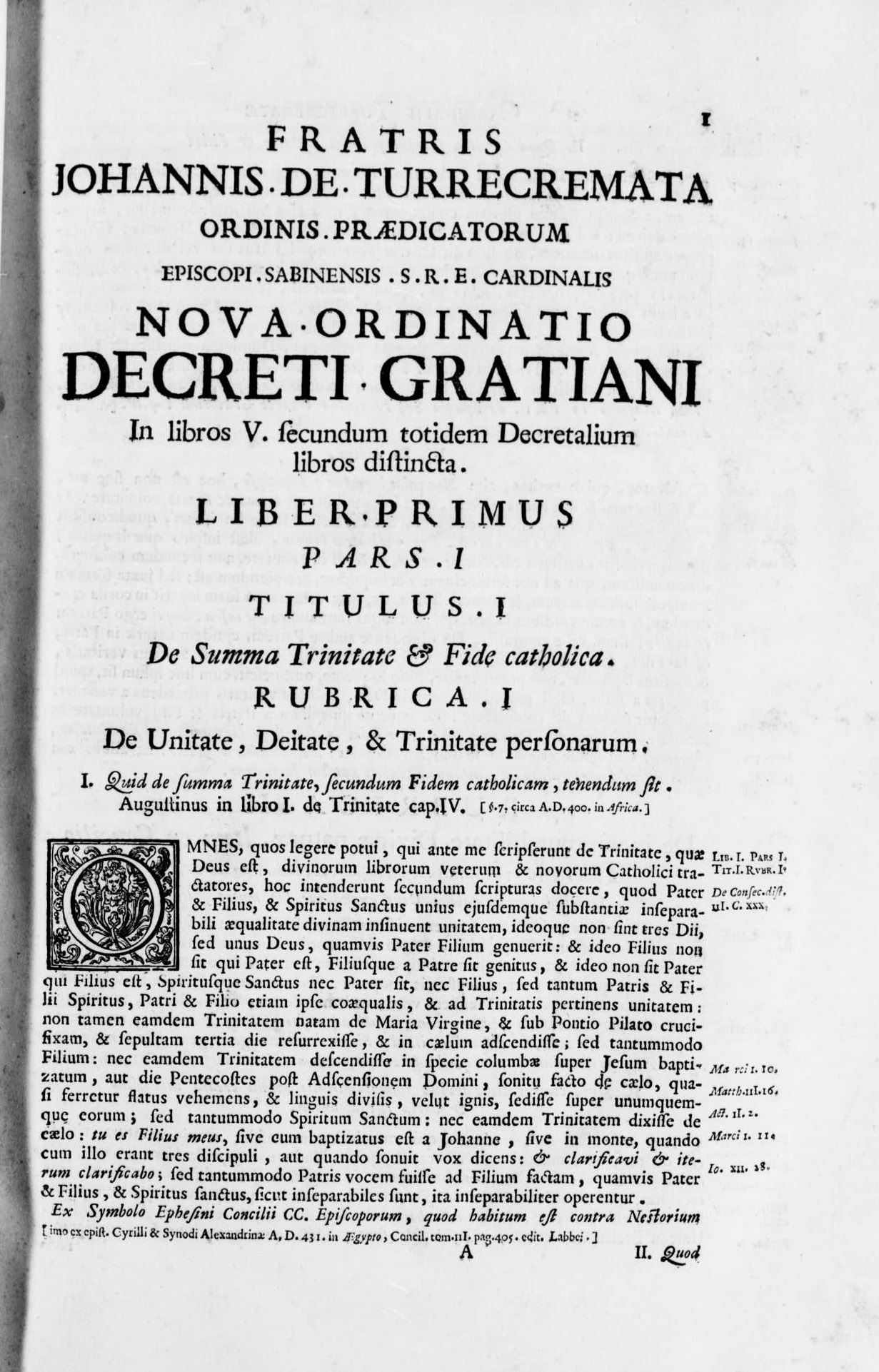
Decretum Gratiani, 1727

- Expositio super regulam Benedicti (Paris, 1491)
- Quaestiones spirituales super evangelia totius anni (Bressanone, 1498)
- In Gratiani Decretum commentarii (4 vols., Venise, 1578)
  - (la) Decretum Gratiani, Rome, Girolamo Mainardi, 1727 (lire en ligne)
- Expositio brevis et utilis super toto psalterio (Mayence, 1474)
- Meditationes, seu Contemplationes devotissimae (Rome, 1467)[2]
- Summa ecclesiastica (Salamanque, 1550) [ou Summa de ecclesiastica potestate] ou Summa de ecclesia (Summa de Ecclesia una cum eiusdem apparatu nunc primum in lucem edito, super decreto Papae Eugenii IIII in concilio Florentino de Unione Graecorum - Venetiis: apud Michaelem Tramezinum, 1561)
  - (la) Summa de Ecclesia contra impugnatores potestatis Summi Ponteficis, Lyon, Johann Trechsel, 1496 (lire en ligne)
- Symbolum pro informatione Manichaeorum (El bogomilismo en Bosnia) (Publicaciones del Seminario Metropolitano de Burgos.
- De conceptione deiparae Mariae, libri viii (Rome, 1547).

## Galerie

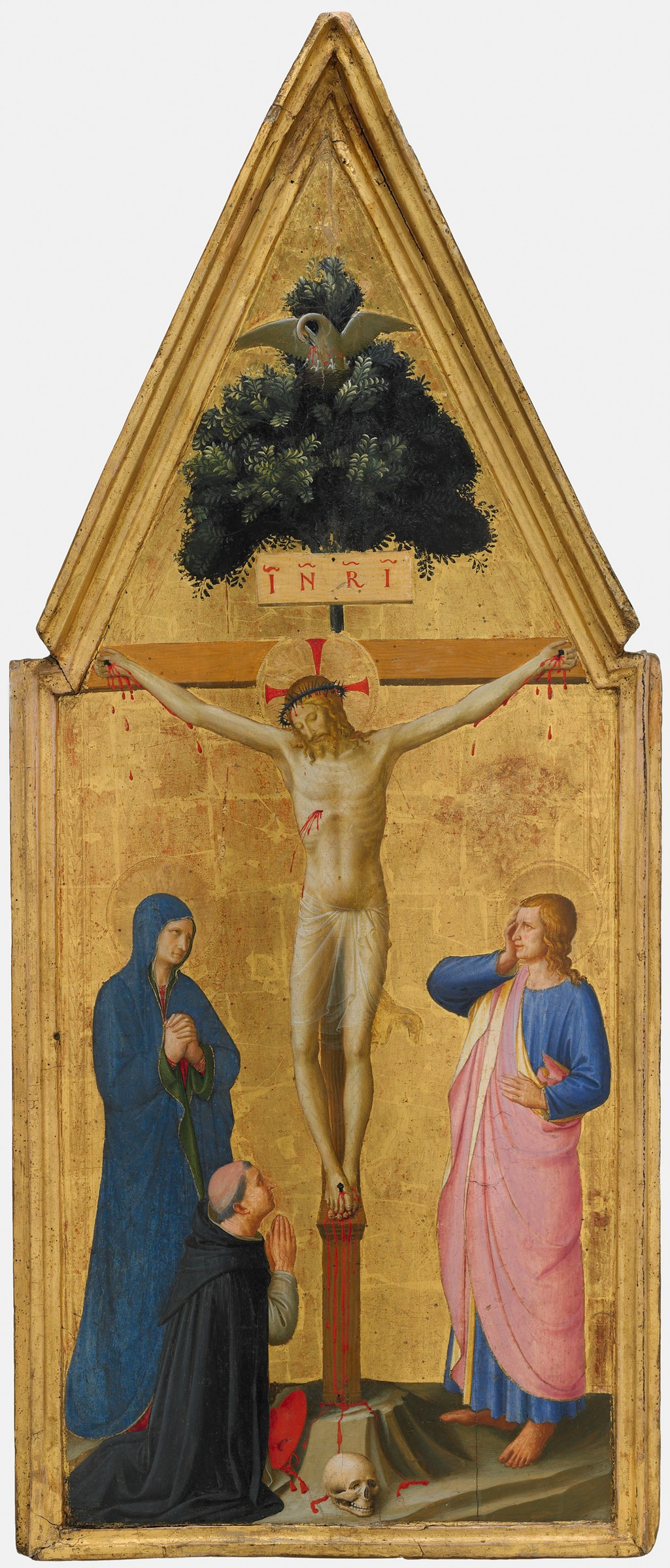
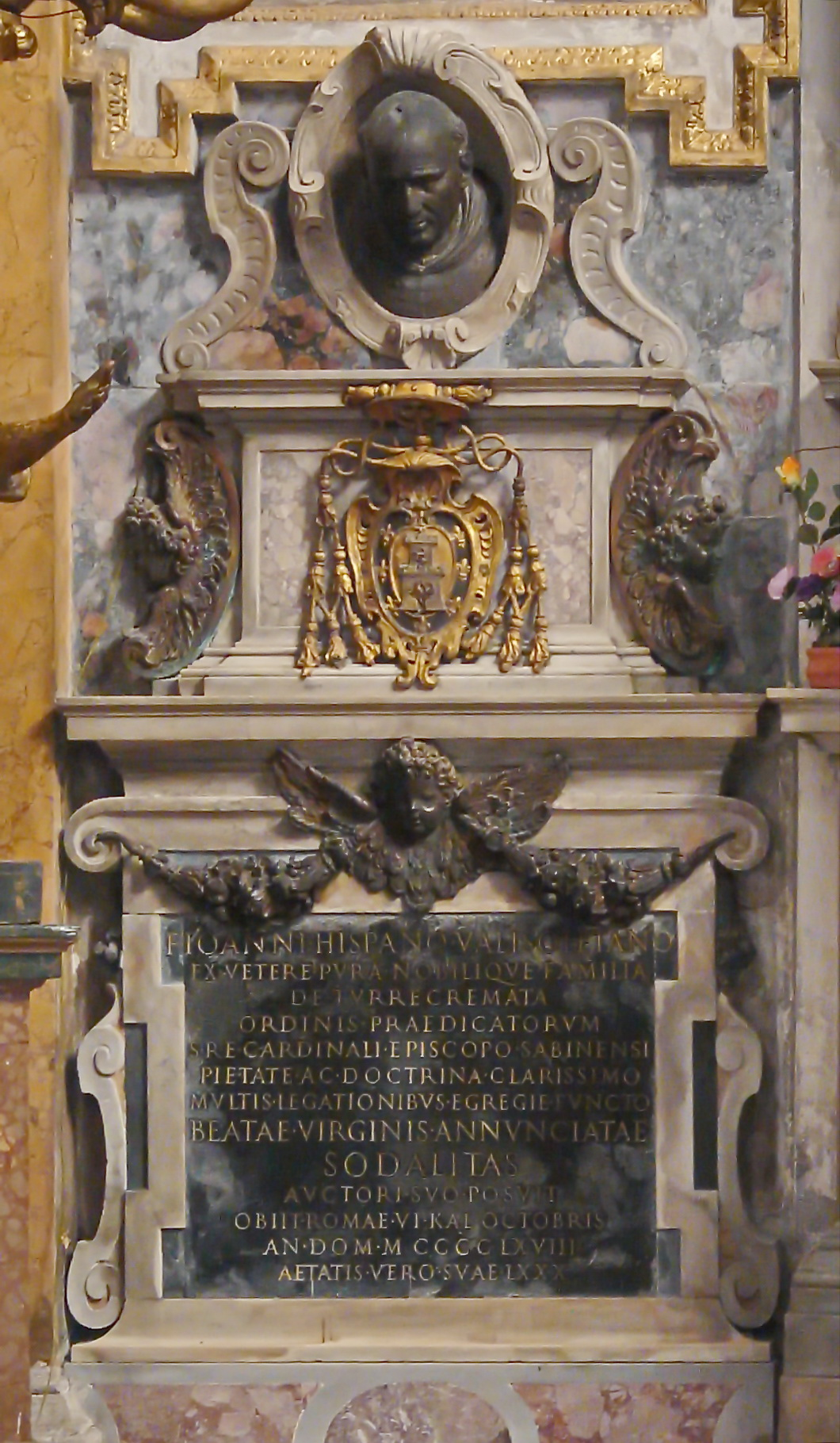

- Fichier:Fra_Angelico_-_Christ_on_the_Cross,_the_Virgin,_Saint_John_the_Evangelist,_and_Cardinal_Torquemada_-_1921.34_-_Fogg_Museum.jpg
- Fichier:SMsM_Cappella_Annunziata_Cardinale_Juan_de_Torquemada.jpg